# Llista dels arquebisbes de Canterbury

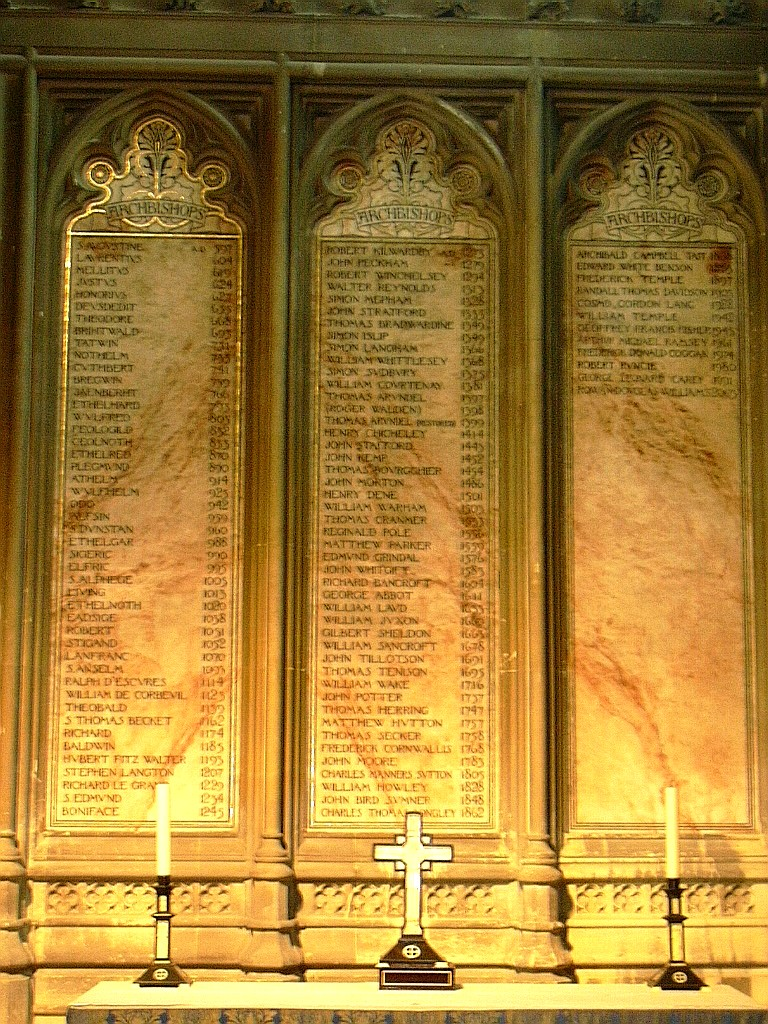
Llista de tots els Arquebisbes a la catedral de Canterbury

Escut de l'Arquebisbe de Canterbury

Llista dels Arquebisbes de Canterbury, des de la seva fundació el 597. S'hi consignen els nombres d'ordre i aquells que han estat canonitzats. Sempre han estat els primats de l'església d'Anglaterra. Fins al 68è, i el 70è (Reginald Pole), en comunió amb l'església catòlica de Roma i el 69è (Thomas Cranmer) i a partir del 71è com a caps espirituals de la nova església anglicana.

## Abans dels normands
- 1. 597-604: Agustí de Canterbury (Sant)
- 2. 604-619: Llorenç de Canterbury (Sant)
- 3. 619-624: Mellitus (Sant)
- 4. 624-627: Just de Canterbury (Sant)
- 5. 627-655: Honori de Canterbury (Sant)
- 6. 655-664: Deodat de Canterbury (Sant)
- –. 664-666:  Vacant
- –. 666-668: Wighard, va morir abans de consagrar-se.
- 7. 668-690: Teodor de Tars (Sant)
- 8. 693-731: Bertuald (Sant)
- 9. 731-734: Tatwin (Sant)
- 10. 735-740: Nothelm de Canterbury (Sant)
- 11. 741-758: Cuthbert de Canterbury (Sant)
- 12. 759-764: Bregwin (Sant)
- 13. 766-791: Jaenbert (Sant)
- 14. 793-805: Ethelhard (Sant)
- 15. 805-832: Wulfred
- 16. 832: Feologild
- 17. 833-870: Ceolnoth
- 18. 870-889: Ethelred de Canterbury
- 19. 890-914: Plegmund (Sant)
- 20. 914-923: Athelm
- 21. 923-941: Wulfhelm
- 22. 942-958: Oda de Canterbury (Sant Oda el Sever)
- 23. 959: Aelfsige
- 24. 959: Birthelm
- 25. 960-988: Dunstan (Sant)
- 26. 988-989: Ethelgar
- 27. 990-994: Sigeric el Seriós
- 28. 995-1005: Alfric d'Abingdon (Sant)
- 29. 1006-1012: Alphege de Canterbury (Sant)
- 30. 1013-1020: Lyfing
- 31. 1020-1038: Ethelnoth
- 32. 1038-1050: Edsige (Sant)
- 33. 1051-1052: Robert de Jumièges
- 34. 1052-1070: Stigand

## Des de la conquesta normanda fins a la Reforma
- 35. 1070-1089: Lanfranc (1005-1089)
- 36. 1093-1109: Anselm de Canterbury (†1109)(Sant)
- –. 1109-1114: Vacant
- 37. 1114-1122: Ralph d'Escures
- 38. 1123-1136: Guillem de Corbeil (†1136)
- –. 1136-1139: Vacant
- 39. 1139-1161: Teobald de Bec
- –. 1161-1162: Vacant
- 40. 1162-1170: Thomas Becket (Sant) (assassinat a la catedral)
- –. 1173: Roger de Bailleul, va refusar.
- 41. 1174-1184: Ricard de Dover
- 42. 1185-1190: Balduí d'Exeter
- –. 1191: Reginald Fitz Jocelin, va morir abans de consagrar-se.
- –. 1191-1193: Vacant
- 43. 1193-1205: Hubert Walter
- –. 1205-1206: Reginald, no va ésser confirmat pel rei.
- –. 1206-1207: John de Gray, no va ésser confirmat pel Papa.
- 44. 1207-1228: Esteve Langton (†1228)
- –. 1229-1231: Walter d'Eynsham, no va ésser confirmat ni pel rei ni pel Papa.
- 45. 1229: Richard le Grant
- –. 1231: Ralph Neville, no va ésser confirmat pel Papa.
- –. 1232: John de Sittingbourne, no va ésser confirmat pel Papa.
- –. 1232: John Blund, no va ésser confirmat pel Papa.
- 46. 1233-1240: Edmon de Canterbury (Sant)
- 47. 1240-1270: Bonifaci de Savoia (Sant)
- –. 1270: William Chillenden, no va ésser confirmat pel Papa.
- 48. 1273-1278: Robert Kilwardby
- –. 1278: Robert Burnell, no va ésser confirmat pel Papa.
- 49. 1279-1292: John Peckham
- 50. 1294-1313: Robert Winchelsey
- –. 1313: Thomas Cobham, no va ésser confirmat pel Papa.
- 51. 1313-1327: Walter Reynolds
- 52. 1328-1333: Simon Mepeham
- 53. 1333-1348: Joan de Stratford
- –. 1348-1349: John d'Ufford, va morir abans de consagrar-se.
- 54. 1349: Thomas Bradwardine (v. 1290-1349)
- 55. 1349-1366: Simon Islip
- –. 1366: William Edington, va refusar.
- 56. 1366-1368: Simon Langham (1310-1376)
- 57. 1368-1374: William Whittlesey
- 58. 1375-1381: Simon Sudbury
- 59. 1381-1396: William Courtenay (1342-1396)
- 60. 1397-1398: Thomas Arundel (1353-1414), acusat de traïció per Ricard II, va fugir.
- 61. 1398-1399: Roger Walden († 1406)
- 60.  1399-1414: Thomas Arundel, restablert per Enric IV
- 62. 1414-1443: Henry Chichele (v. 1364-1443)
- 63. 1443-1452: John Stafford († 1452)
- 64. 1452-1454: John Kemp (v. 1380-1454)
- 65. 1454-1486: Thomas Bourchier (1404-1486)
- 66. 1486-1500: John Morton (1420-1500)
- –. 1501: Thomas Langton († 1501), va morir al cap de cinc dies d'ésser escollit.
- 67. 1501-1503: Henry Deane (1440-1503
- 68. 1503-1532: William Warham (1457-1532)
- 69. 1533-1556: Thomas Cranmer (1489-1556), primer arquebisbe anglicà
- 70. 1556-1558: Reginald Pole (1500-1558), darrer arquebisbe catòlic

## Arquebisbes anglicans
- 71. 1559 – 1575: Matthew Parker (1504 – 1575)
- 72. 1575– 1583: Edmund Grindal (1519 – 1583)
- 73. 1583– 1604: John Whitgift (v. 1530–1604)
- 74. 1604– 1610: Richard Bancroft (1544 – 1610)
- 75. 1611 – 1633: George Abbot (1562 – 1633)
- 76. 1633– 1645: William Laud (1573 – 1645)
- –. 1645– 1660: Vacant
- 77. 1660– 1663: William Juxon (1582 – 1663)
- 78. 1663– 1677: Gilbert Sheldon (1598 – 1677)
- 79. 1678 – 1691: William Sancroft (1617 – 1693)
- 80. 1691– 1694: John Tillotson (1630 – 1694)
- 81. 1694– 1715: Thomas Tenison (1636 – 1715)
- 82. 1716 – 1737: William Wake (1657 – 1737)
- 83. 1737– 1747: John Potter (v. 1674 – 1747)
- 84. 1747– 1757: Thomas Herring (1693 – 1757)
- 85. 1757– 1758: Matthew Hutton (1693 – 1758)
- 86. 1758– 1768: Thomas Secker (1693 – 1768)
- 87. 1768– 1783: Frederick Cornwallis (1713 – 1783)
- 88. 1783– 1805: John Moore (1730 – 1805)
- 89. 1805– 1828: Charles Manners-Sutton (1755 – 1828)
- 90. 1828– 1848: William Howley (1766-1848)
- 91. 1848– 1862: John Bird Sumner (1780 – 1862)
- 92. 1862– 1868: Charles Thomas Longley (1794 – 1868)
- 93. 1868– 1882: Archibald Campbell Tait (1811 – 1882)
- 94. 1883 – 1896: Edward White Benson (1829 – 1896)
- 95. 1896– 1902: Frederick Temple (1821 – 1902)
- 96. 1903 – 1928: Randall Thomas Davidson (1848 – 1930)
- 97. 1928– 1942: Cosmo Gordon Lang (1864 – 1945)
- 98. 1942– 1944: William Temple (1881 – 1944)
- 99. 1945 – 1961: Geoffrey Francis Fisher (1887 – 1972)
- 100. 1961– 1974: Arthur Michael Ramsey (1904 – 1988)
- 101. 1974– 1980: Frederick Donald Coggan (1909 – 2000)
- 102. 1980– 1991: Robert Alexander Kennedy Runcie (1921 – 2000)
- 103. 1991– 2002: George Leonard Carey (nat el 1935)
- 104. 2002– 2013: Rowan Douglas Williams (nat el 1950)
- 105. Des del 2013: Justin Portal Welby (nat el 1956)